# Ego Trippin'
Albums de Snoop Dogg
Tha Blue Carpet Treatment
(2006) Malice n Wonderland
(2009)
Singles
1. Sexual Eruption
Sortie : 20 novembre 2007
2. Neva Have 2 Worry
Sortie : 21 janvier 2008
3. Life of da Party
Sortie : 11 mars 2008
4. My Medicine
Sortie : 14 juin 2008
5. Those Gurlz
Sortie : 22 juillet 2008

Ego Trippin’ est le neuvième album studio de Snoop Dogg, sorti en 2008.

## Contexte
L'album ne devait pas contenir de featurings : Snoop Dogg voulait chanter tout seul, d'où son nom Ego Trippin’ (qu'on peut traduire par « autosatisfaction »). Cependant Snoop Dogg n'ayant pas trouvé le projet si intéressant, il a finalement invité d'autres chanteurs comme Charlie Wilson, etc.

## Production et collaborations
Snoop Dogg avait tout d'abord confirmé que Pharrell Williams, Nelly et Charlie Wilson apparaîtraient sur un morceau nommé Feet Don't Fail Me Now et qu'il voulait travailler avec Bono, Madonna et Mick Jagger également. Finalement, Feet Don't Fail Me Now et plusieurs autres collaborations ont été retirées de la version définitive de l'album, exceptées avec Charlie Wilson. D'autres participations avec DJ Quik, Raphael Saadiq, Teddy Riley et Too $hort ont été programmées pour l'album.
Snoop Dogg a aussi travaillé avec Everlast sur un morceau intitulé Johnny Cash (qui sur l'album est intitulé My Medicine) avec ce dernier à la guitare. Un autre morceau, appelé Can't Say Goodbye, avec Charlie Wilson et The Gap Band a aussi été programmé. Snoop déclare à propos de celui-ci qu'il ne peut l'écouter sans avoir envie de pleurer. C'est une réflexion sur sa vie et comment il a grandi, pas seulement en tant qu'artiste mais aussi en tant qu'homme. Ce morceau est selon lui « profond ».

## Accueil
L'album s'est classé 2e au Top R&B/Hip-Hop Albums et 3e au Billboard 200.

## Liste des titres
| No  | Titre                                                                                | Contient un (des) sample(s) de                       | Durée |
| --- | ------------------------------------------------------------------------------------ | ---------------------------------------------------- | ----- |
| 1.  | A Word Witchya! (Intro) (Produit par Scoop DeVille)                                  | Distant Lover de Marvin Gaye                         | 1:20  |
| 2.  | Press Play (featuring Kurupt – Produit par DJ Quik)                                  | Voyage to Atlantis (Alt. Version) des Isley Brothers | 3:48  |
| 3.  | SD Is Out (featuring Charlie Wilson – Produit par Teddy Riley)                       |                                                      | 3:49  |
| 4.  | Gangsta Like Me (featuring Jamie Foxx – Produit par Teddy Riley)                     |                                                      | 4:26  |
| 5.  | Neva Have 2 Worry (featuring Uncle Chucc – Produit par Snoop Dogg et Terrace Martin) |                                                      | 4:18  |
| 6.  | Sexual Eruption (Produit par Shawty Redd)                                            |                                                      | 4:00  |
| 7.  | Life of da Party (featuring Too $hort et Mistah F.A.B. – Produit par Scoop DeVille)  |                                                      | 4:23  |
| 8.  | Waste of Time (featuring Raphael Saadiq – Produit par Raphael Saadiq et Bobby Ozuna) |                                                      | 3:33  |
| 9.  | Cool (Produit par Teddy Riley)                                                       |                                                      | 4:01  |
| 10. | Sets Up (featuring Pharrell – Produit par The Neptunes)                              | Hola' Hovito de Jay-Z                                | 3:44  |
| 11. | Deez Hollywood Nights (Produit par Nottz)                                            |                                                      | 4:39  |
| 12. | Whateva U Do (Produit par Khao)                                                      |                                                      | 3:46  |
| 13. | Staxxx in My Jeans (Produit par Rick Rock)                                           |                                                      | 3:49  |
| 14. | Been Around tha World (Produit par Snoop Dogg et Terrace Martin)                     |                                                      | 3:36  |
| 15. | Let It Out (Produit par Teddy Riley et Ron Fair)                                     |                                                      | 2:38  |
| 16. | My Medicine (featuring Everlast – Produit par Everlast)                              | Jack Be Nimble (Traditionnel)                        | 2:40  |
| 17. | Ridin' in My Chevy (Produit par Scoop DeVille)                                       |                                                      | 3:15  |
| 18. | Those Gurlz (Produit par Teddy Riley et DJ Quik)                                     | Too Much Heaven des Bee Gees                         | 4:00  |
| 19. | One Chance (Make It Good) (Produit par Frequency)                                    | Make It Good de Prince Phillip Mitchell              | 3:33  |
| 20. | Why Did You Leave Me (featuring Chili Chil – Produit par Polow da Don et Hit-Boy)    | Celtic Rain de Mike Oldfield                         | 4:07  |
| 21. | Can't Say Goodbye (featuring Charlie Wilson – Produit par Teddy Riley)               | The Way It Is de Bruce Hornsby and the Range         | 4:07  |

| 22. | Nobody Better (featuring BJ Sledge – Produit par Swiff D) | Ain't Nobody de Rufus & Chaka Khan | 3:24 |
| 23. | Shootem Up (Produit par Terrace Martin)                   |                                    | 3:40 |
| 24. | Walk Away                                                 |                                    | 4:07 |

## Classements
| Pays et classement (2008)           | Meilleure position |
| ----------------------------------- | ------------------ |
| Autriche (Ö3 Austria Top 40)        | 42                 |
| Australie (ARIA)                    | 29                 |
| Belgique (Flandre Ultratop)         | 27                 |
| Belgique (Wallonie Ultratop)        | 70                 |
| Canada (Canadian Albums)            | 3                  |
| Croatie                             | 34                 |
| Danemark (Tracklisten)              | 40                 |
| Pays-Bas (Mega Album Top 100)       | 34                 |
| France (SNEP)                       | 19                 |
| Allemagne (Media Control AG)        | 29                 |
| Norvège (VG-lista)                  | 26                 |
| Nouvelle-Zélande (RIANZ)            | 24                 |
| Suisse (Schweizer Hitparade)        | 9                  |
| Royaume-Uni (UK Albums Chart)       | 23                 |
| Royaume-Uni (R&B Albums)            | 4                  |
| États-Unis (Billboard 200)          | 3                  |
| États-Unis (Top R&B/Hip-Hop Albums) | 2                  |

| Pays et classement (2008)           | Position |
| ----------------------------------- | -------- |
| États-Unis - Billboard 200          | 115      |
| États-Unis - Top R&B/Hip-Hop Albums | 33       |
| États-Unis - Top Rap Albums         | 11       |